# Lago Rupanco
Lago Rupanco ist ein See im Süden Chiles.
Er liegt in der Region X (Región de los Lagos), die auch Seen-Region genannt wird. Der See liegt zwischen den Städten Puerto Octay und Entre Lagos.
Der Lago Rupanco besitzt eine Fläche von rund 223 km² (Länge ca. 45 km, Breite etwa 11 km) und eine durchschnittliche Tiefe von 70 m und maximal 350 m. Der See ist ein alter Gletschersee aus der Eiszeit. Er ist die Quelle des Flusses Río Rahue.
Erreichbar ist der See z. B. über eine Straße von Entre Lagos. Der See ist ein tiefblauer See, dessen glasklares Wasser Blicke bis zu 10 m Tiefe erlaubt. Es gibt viele Buchten und kleine Strände. Im Sommer liegen die Wassertemperaturen zwischen 9 und 18 °C.
Es gibt eine reiche Flora und Fauna. An Pflanzen sind dies z. B. Myrtengewächse und Fuchsien. Am See leben viele Wasservögel, wie Enten und Kormorane. Die See ist sehr fischreich, man fängt dort z. B. Forellen und Lachse.
Nordöstlich des Sees liegt Antillanca, ein Feld von Vulkanen, Schlackenkegeln und Maaren.

## Geschichte
Ab 1846 besiedelten deutsche Einwanderer erstmals die Gegend um den Llanquihue-See und kamen so auch zum Lago Rupanco, der etwa 50 km nördlich des Llanquihue-See liegt.

## Wirtschaft
Der Tourismus, Fischfang und die Forstwirtschaft spielt eine wichtige Rolle in Gegend. Der See ist ideal für den Segelsport und für Angler geeignet.